# Волосникова
Воло́сникова (рос. Волосникова) — присілок у складі Білозерського району Курганської області, Росія. Входить до складу Пам'ятинської сільської ради.
Населення — 79 осіб (2010, 166 у 2002).